# Nimona (film)
Nimona è un film del 2023 diretto da Nick Bruno e Troy Quane.
La pellicola è l'adattamento cinematografico dell'omonimo romanzo grafico di ND Stevenson.

## Trama
In un regno medievale-futuristico, i suoi abitanti sono protetti dall'Institute for Elite Knights, formato dai discendenti dall'eroina Gloreth e dai suoi cavalieri; secondo una leggenda risalente a un millennio prima, Gloreth salvò il regno bandendo una mostruosa creatura e da allora l'istituto si prefigge il medesimo obiettivo.
1000 anni dopo, l'attuale sovrana, la regina Valerin, decide di cambiare la tradizione affinché chiunque possa diventare un cavaliere. A tal proposito, Ballister Boldheart viene scelto come primo cittadino comune destinato a diventare cavaliere dopo avere particolarmente eccelso nel suo percorso di studio e addestramento all’interno dell’Istituto; durante tale percorso è stato affiancato da Ambrosius Goldenloin, suo amante e discendente diretto di Gloreth. Tuttavia, durante la cerimonia d’investitura cavalleresca, Valerin rimane uccisa da un raggio laser partito inspiegabilmente dalla spada di Ballister, che pertanto viene incastrato per il crimine; nell'assalto, Ambrosius taglia il braccio destro dell’amante nel tentativo di deviare il colpo e Ballister è costretto a darsi alla fuga in quanto la Direttrice dell'Istituto emette contro di lui un mandato d'arresto.
Sostituendo l'arto mancante con una protesi che ha costruito da sé, Ballister si nasconde dalla società vivendo in un casale diroccato nel bosco, mentre cerca di capire chi possa aver ucciso la regina. Un giorno, riceve l’improvvisa visita di Nimona, una creatura mutaforma dall'aspetto di un'adolescente perseguita per i suoi poteri, la quale ritiene Ballister un "cattivo" e vede in lui uno spirito affine perseguitato a causa dei pregiudizi delle persone. Sebbene lei voglia aiutarlo a riabilitare il suo nome, Ballister rifiuta la proposta e decide di affrontare da solo la propria missione, ma viene prontamente arrestato e rinchiuso nel carcere di massima sicurezza del regno. È solo dopo che Nimona riesce a farlo evadere grazie ai suoi poteri che, seppur con riluttanza, il cavaliere accetta il suo aiuto; come primo atto del loro piano, rapiscono lo scudiero Diego, ritenendo che sia a conoscenza dello scambio di spade avvenuto prima della cerimonia di investitura. Malgrado un’iniziale resistenza, lo scudiero vuota il sacco mostrando loro un filmato sul suo smartphone in cui si prova che è stata la Direttrice dell’Istituto a sostituire la spada di Ballister con quella incriminata. Il cavaliere, sconvolto, non sa darsi una spiegazione sul perché la Direttrice abbia voluto eliminare la regina, ma è comunque risoluto a mostrarlo
all’amato Ambrosius.
Quando Ballister e Nimona affrontano Ambrosius e la Direttrice tuttavia, Tod, un cavaliere che ha sempre disprezzato Ballister, distrugge lo smartphone di Diego prima che il video venga mostrato; Ambrosius è dolorosamente combattuto fra fidarsi del suo amante e seguire i propri doveri di cavaliere, ma scoppia comunque una rocambolesca battaglia tra le due fazioni che termina con una nuova fuga dei due ricercati. Tornati al loro nascondiglio, Nimona esprime a Ballister i propri tormenti interiori sull’essere considerata un mostro dalla società, essendo rimasta sconvolta dalla paura di una bambina nei suoi confronti nonostante lei, sotto forma di drago, l’avesse salvata durante lo scontro coi cavalieri. Ballister, per fortuna, riesce a rincuorarla affermando di avere escogitato un nuovo piano per risolvere la propria situazione.
Tempo dopo, un Ambrosius furente irrompe nell’ufficio della Direttrice per chiederle spiegazioni sull’uccisione della regina: la donna, finalmente, confessa di avere incastrato Ballister nella convinzione paranoica che la nuova politica di Valerin di permettere il cavalierato anche ai reietti sociali come lui avrebbe reso il regno più suscettibile a influssi malefici esterni, portandolo dunque alla rovina. Dopodiché, trafigge a morte Ambrosius, ma subito si scopre che il cavaliere è in realtà Nimona trasformata, con Ballister che ha registrato l’intera confessione della Direttrice; i due compari, tra cui si è ormai instaurato uno splendido rapporto d’amicizia, si precipitano a caricare il nuovo video in Rete, a seguito del quale la popolazione inizia a reagire con insofferenza crescente verso le istituzioni cavalleresche.
Una sera, però, Ambrosius chiede via chat a Ballister di incontrarlo segretamente in una locanda per avvertirlo che sarebbe stata Nimona a incastrarlo, mostrandogli un’antica pergamena che la raffigura come la mostruosa creatura sconfitta un millennio prima dalla regina Gloreth. Anche la Direttrice, al contempo, annuncia al regno che quella del video in Rete sarebbe in realtà la mutaforma che ha preso le sue sembianze per metterla in cattiva luce, avvertendo il popolo che può nascondersi ovunque. Ballister, che però non vuole credere che Nimona abbia fatto ció e deluso dal comportamento di Ambrosius, cerca di andarsene e, nello scompiglio generale, Ambrosius gli dichiara il suo amore ma lui fugge via. Arrabbiato con Nimona per avergli nascosto dettagli sul suo passato, torna al nascondiglio: tra i due nasce una lite che culmina nella fuga di Nimona e nell’arrivo dei cavalieri al covo, che finalmente arrestano Ballister.
Attraverso dei flashback durante la sua fuga, si viene a scoprire che Nimona era la migliore amica di Gloreth quando erano bambine, finché la gente del villaggio di Gloreth non la scoprì e l’attaccò per timore dei suoi poteri; nel tumulto il villaggio andò a fuoco e Gloreth si rivoltò minacciosamente contro l'amica con una spada di legno, esortandola ad andarsene.
Sentendosi nuovamente tradita, Nimona perde il controllo e si trasforma in un'enorme e demoniaca creatura nera, irrompendo in città con l'intenzione di uccidersi con la spada della statua di Gloreth. Viene diramato un allarme generale e la Direttrice ordina di bombardare la creatura, sebbene l'attacco costerebbe anche la vita di numerosi civili; per questo, Ambrosius, che già nutriva delle incertezze sulla Direttrice, cerca di dissuaderla. Ballister, nel frattempo, sfuggito all’arresto, riesce a infiltrarsi in città e impedisce a Nimona di uccidersi scusandosi profondamente per averla ferita, facendola tornare normale. Questo però non ferma i folli propositi distruttivi della Direttrice, che pur di eliminare la mutaforma, andando contro gli ordini di Ambrosius e degli altri cavalieri, decide di prendere il controllo di un potente cannone laser montato sui bastioni della metropoli che se sparasse sterminerebbe gran parte della popolazione. Per fermarla e salvare così il regno, Nimona si trasforma in una fenice sfolgorante e sacrifica la propria vita intercettando il colpo, causando anche la morte della Direttrice. L'esplosione apre una breccia nelle mura, rivelando un'ampia valle incontaminata.
Qualche tempo dopo, le mura vengono aperte per creare una strada commerciale; Nimona e Ballister vengono acclamati come eroi dagli abitanti e il cavaliere sta finalmente vivendo una felice relazione con Ambrosius. Mentre visita il vecchio nascondiglio che ha condiviso con la creatura, quest'ultima gli si manifesta nuovamente davanti, con sua immensa gioia.
Nella scena dopo i titoli di coda, Nimona agita una bomboletta di vernice spray e disegna una "A" circondata da un cuore, il simbolo dell'anarchia relazionale.

## Personaggi
- Nimona: è una mutaforma capace di trasformarsi in qualsiasi animale e persona. Assume l'aspetto di una ragazza di quindici anni ma in realtà ha più di mille anni. Si presenta a Ballister, che crede inizialmente essere un cattivo, per diventare la sua spalla. In origine il suo desiderio era avere un amico e quando conobbe Gloreth le due divennero subito amiche inseparabili, ma a causa dei suoi poteri venne considerata un mostro da chi aveva paura di lei e nel tentativo di difendersi finì per diventare la bestia contro cui Gloreth combatté. Sotto l'aspetto di una ragazza dura, tosta che non si interessa a ciò che pensano gli altri si nasconde una bambina fragile che ha paura di essere tradita e allontanata solo perché è diversa.
- Ballister "Bal" Boldheart: è un cavaliere di umili origini che ambiva a diventare cavalieri fin da bambino e per questo la regina Valerin per promuovere l'iniziativa di nominare anche chi non fosse nobile di discendenza lo ammise all'Istituto. Quando viene incastrato per l'omicidio della regina Ambrosius gli taglia il braccio con cui impugnava l'arma costringendolo a costruirsi una protesi meccanica per rimpiazzare l'arto.
- Ambrosius "Bro" Goldenloin: capitano dei cavalieri e discendente diretto di Gloreth. Lui e Bal hanno una relazione nata durante l'addestramento all'Istituto che viene messa a dura prova quando Bal viene accusato di aver ucciso la regina, cosa che mette Ambrosius nella posizione di scegliere se essere fedele ai valori della sua antenata e l'amore per Ballister.
- La Direttrice: è la responsabile dell'Institute for Elite Knights e colei che si occupa dell'addestramento dei cavalieri. Apparentemente si presenta come una donna giusta desiderosa solo di proteggere la città ma in realtà è la vera responsabile dell'omicidio della regina che pur di "proteggere" quello che Gloreth ha costruito e temendo il pericolo di ciò che la nomina di Ballister a cavaliere avrebbe comportato sostituisce la sua spada con un'arma e lo accusa di omicidio. Pur di proteggere il regno e uccidere Nimona non esita a usare un potente cannone anche se ciò significa sacrificare persone innocenti.
- Toddheus "Tod" Soreblade: un arrogante, prepotente e presuntuoso cavaliere compagno di accademia di Bal e Bro. Non nasconde il suo astio nei confronti di Bal che non considera degno di essere un cavaliere solo a causa delle sue umili origini.
- Diego: è il giovane scudiero che senza volerlo ha fatto un video che scagiona Bal dall'accusa di omicidio.
- Regina Valerin: la nobile e gentile sovrana che decide di cambiare la tradizione dei cavalieri e fare di Bal il primo cavaliere di umili origini.
- Gloreth: è la fondatrice della città e primo cavaliere. Quando era bambina lei e Nimona divennero amiche ma quando gli abitanti del suo villaggio temendo il potere della mutaforma la attaccarono quest'ultima difendendosi finì per bruciare il villaggio portandola a considerare anche lei la sua amica una minaccia.

## Produzione
Nel 2015 la 20th Century Animation ha acquisito i diritti per un adattamento cinematografico del fumetto Nimona di ND Stevenson.
Il film doveva essere prodotto dai Blue Sky Studios insieme a Vertigo Entertainment, con Patrick Osborne alla regia e Marc Haimes alla sceneggiatura. Con l'acquisizione dei 20th Century Studios da parte della The Walt Disney Company, il 9 febbraio 2021 la Disney ha annunciato la chiusura dei Blue Sky Studios e, di conseguenza, l'annullamento della produzione del film. Nel marzo del 2021, è stato annunciato che Chloë Grace Moretz e Riz Ahmed avrebbero dovuto doppiare rispettivamente Nimona e Ballister Blackheart e che il film sarebbe stato venduto ad altri studi per essere completato. L'11 aprile del 2022, è stato annunciato che Annapurna Pictures aveva acquisito il film e che lo avrebbe distribuito su Netflix nel 2023. Al cast ufficiale si è aggiunto Eugene Lee Yang, nel ruolo di Ambrosius Goldenloin e Nick Bruno e Troy Quane sono stati annunciati come nuovi registi del film.

## Distribuzione
Nimona è stato presentato in anteprima al Festival internazionale del film d'animazione di Annecy il 14 giugno 2023. Il film ha avuto una distribuzione limitata nelle sale il 23 giugno 2023 e stato distribuito il 30 giugno 2023 su Netflix.

## Accoglienza

### Critica
Il film è stato accolto da recensioni positive.
Sull'aggregatore di recensioni Rotten Tomatoes ha un indice di gradimento del 92%, con un voto medio di 7,9 su 10 basato su 103 recensioni; il consenso critico del sito cita: «Toccando una ricca vena emotiva con la sua splendida animazione e l'allegoria riflessiva, Nimona è un'avventura animata profondamente amabile».

## Riconoscimenti
- 2024 - Premi Oscar[17]
  - Candidatura per il miglior film d'animazione
- 2024 - Annie Award[18]
  - Candidatura per il miglior film d'animazione
  - Candidatura per miglior regia in un film d'animazione a Nick Bruno e Troy Quane
  - Miglior sceneggiatura in un film d'animazione a Robert L. Baird e Lloyd Taylor
  - Candidatura per miglior scenografia in un film d'animazion a Aidan Sugano e Jeff Turley
  - Candidatura per miglior montaggio in un film d'animazione a Randy Trager, Erin Crackel, Stephen Schwartz e Ashley Calle
  - Candidatura per miglior storyboarding in un film d'animazione a Esteban Bravo
  - Candidatura per dei personaggi in un film d'animazione a Toby Seale
  - Candidatura per character design in un film d'animazione a Aidan Sugano
  - Miglior voce in un film d'animazione a Chloë Grace Moretz (ruolo: Nimona)
- 2024 - Critics' Choice Movie Awards[19]
  - Candidatura per il miglior film d'animazione